# Timonius pubistipulus
Timonius pubistipulus är en måreväxtart som beskrevs av Steven P. Darwin. Timonius pubistipulus ingår i släktet Timonius och familjen måreväxter.

## Underarter
Arten delas in i följande underarter:
- T. p. pubescens
- T. p. pubistipulus